# Catedral de Santa Teresa de Ávila (Amos)
La catedral de Santa Teresa de Ávila (en francés: Cathédrale Sainte-Thérèse-d'Avila) es el único lugar de culto católico en Abitibi-Témiscamingue en Amos en la provincia de Quebec al este de Canadá que ostenta el título de catedral. Es la catedral de la diócesis de Amos.
La catedral fue construida en el estilo conocido como "romano-bizantino", lo que la hace única en América del Norte. La peculiaridad de este estilo es lo  circular, a diferencia de las catedrales románicas que se encuentran en forma de cruz. Se encuentra en la colina central de la ciudad, en la orilla este del río Harricana. Desde su posición, es visible desde lejos, y casi todos los accesos por carretera a la ciudad le son cercanos.
La estructura de la catedral es de acero y hormigón armado, materiales poco usuales en la construcción de lugares de culto en ese momento. Su construcción comenzó en 1922, obtuvo la condición de catedral en 1939.